# Emiel de Wild
Emiel de Wild (Driel, 6 mei 1978) is een Nederlands kinderboekenschrijver, docent drama en toneelregisseur.

## Levensloop
Na de middelbare school studeerde De Wild aan hogeschool ArtEZ, richting Docent Theater. Daarna volgde hij de opleiding Writing for Performance aan de Hogeschool voor de Kunsten Utrecht. Na zijn afstuderen schreef hij verschillende toneelteksten. 
Zijn eerste jeugdroman Broergeheim werd bekroond met een Zilveren Griffel (2014) en de Jonge Jury Debuutprijs (2015). Het boek werd geselecteerd voor de White Ravens 2014 en genomineerd voor De Kleine Cervantes 2015. Broergeheim werd vertaald in het Duits (als Brudergeheimnis) en in het Sloveens (als Bratovska skrivnost). In 2019 volgde een herdruk van het boek in de serie Vroege Lijsters van Noordhoff.